# Chiesa di Santa Maria in Castello Averardi
La chiesa di Santa Maria in Castello Averardi si trova nel comune di Cantagallo, in provincia di Prato.
La chiesetta romanica sorge su un panoramico pianoro, un tempo racchiuso dalle mura di castello Averardi (documentato dal 1110), a circa 600 metri di quota.
Preceduta da un portico per il riparo dei viandanti, la cappella conserva la muratura in arenaria su fianchi e absidiola; all'interno l'altar maggiore incornicia una piccola tela con una Madonna e il Bambino, assai venerata, opera bolognese del primo Settecento.